# Слуга (фільм, 1963)
«Слуга» (англ. The Servant) — британський художній фільм, психологічна драма 1963 року, режисера Джозефа Лоузі за однойменним романом 1948 року британського письменника Робіна Моема.

## Сюжет
Тоні (Джеймс Фокс), заможний, безтурботний та дещо ледачий молодий чоловік наймає слугу — Г'юго Баррета (Дірк Богард). Уже з перших днів Тоні задоволений працьовитістю і ме́ткістю Баррета, який навів лад в домі і старається навіть дещо випередити бажання свого господаря. Тоні готовий пробачити йому навіть деяку нетакто́вність у його поведінці, адже попередні слуги не були такі турботливі і з ними прийшлося розпрощатися. Таку поведінку Тоні не схвалює його наречена Сюзен (Венді Крейг), яка вважає, що слуга повинен знати своє місце. Тимчасом Баррет починає здійснювати тонку психологічну гру, щоб одержати контроль над своїм господарем. Хто ж виявиться сильнішим …

## Ролі виконують
- Дірк Богард — Г'юго Баррет
- Сара Майлз — Вера
- Венді Крейг — Сюзен
- Джеймс Фокс — Тоні
- Патрик Мегі — єпископ
- Гарольд Пінтер — ділок
- Джон Денкворт — диригент джазової групи

## Навколо фільму
У фільмі звучить пісня Джона Денкворта «Все зникло» (All Gone) у виконанні його дружини, британської джазової співачки і акторки, Дами-Командора Ордену Британської імперії (DBE, 1979) — Клео Лейн.

## Нагороди
- 1963 Нагорода Британської спілки кінематографістів (British Society of Cinematographers[en]): 
  - за найкращу операторську роботу — Дуглас Слокомб
- 1964 Премія BAFTA, Британської академії телебачення та кіномистецтва:
  - найкращому британському акторові[en] — Дірк Богард
  - найкращому британському операторові[en] — Дуглас Слокомб
  - найкращому дебютантові у провідний кіноролі — Джеймс Фокс
- 1964 Премія Спільноти кінокритиків Нью Йорка:
  -  за найкращий сценарій[en] — Гарольд Пінтер
  - 2-ге місце серед найкращих акторів — Дірк Богард
  - 3-тє місце серед найкращих режисерів — Джозеф Лоузі
- 1964 Премія Гільдії письменників Великої Британії (Writers' Guild of Great Britain[en]):
  - за найкращий британський драматичний сценарій — Гарольд Пінтер
- 1966 Премія «Срібна стрічка» Італійського національного синдикату кіножурналістів:
  - найкращому іноземному режисерові — Джозеф Лоузі